# Armanac Provençau
L'Armanac Provençau (norma clàssica de l'occità; també escrit Armana Prouvençau en grafia mistralenca original), ço és l'"Almanac Provençal", era una revista publicada en occità des del 1855, òrgan oficial del Felibritge, i de la qual foren redactors Teodòr Aubanèu i Josèp Romanilha. Va contribuir a normalitzar la grafia mistralenca de l'occità utilitzada per Frederic Mistral, però no unificà les diferents tendències occitanistes, i acabaria titllada de reaccionària. El 1945 va fer una edició dels poemes d'Aubanèu, i el 2000 se'n va fer una nova edició.